# Victoria Dunlap
Pour les articles homonymes, voir Dunlap.
Victoria Dunlap  (née à Nashville dans le Tennessee le 19 septembre 1989) est une joueuse américaine de basket-ball. Elle est issue d'une famille de sportifs puisque son père a joué au football américain à l'Université d'État du Tennessee puis sept saisons en NFL, sa mère a pratiqué l'athlétisme dans la même université et son frère joue defensive lineman pour les Eagles de Philadelphie.

## Biographie

### NCAA
Elle est meilleure marqueuse (1 442 points) et rebondeuse (984 rebonds) de l'histoire du lycée de Brentwood Academy's ,qu'elle mène à 19 victoires consécutives en junior pour le premier titre de l’État de l'école, mais excelle également en athlétisme (heptathlon, saut en hauteur et saut en longueur). Arbitrant en défaveur de Vanderbilt, Florida et Kansas, elle rejoint l'Université du Kentucky en basket-ball universitaire.
Aux Wildcats de 2007 à 2010, elle totalise 1 284 points et 811 rebonds en trois saisons. Dès son année freshman, elle dispute toutes les rencontres (7,3 points et 6,9 rebonds, mais 39,6 % d'adresse aux lancers francs) mais trouve aussi le temps de décrocher la troisième meilleure performance de l'histoire de l'université en saut en hauteur. En sophomore, elle mène à la marque (12,8 points), au rebond (9,1), à l'adresse aux tirs (48,2 %), mais brille autant en défense avec 38 contres et 57 balles volées. Elle brille encore plus en junior devenant la première Wildcat meilleure joueuse de la conference, menant son équipe aux points (18,1), aux rebonds (8,4), aux contres (1,90) et aux interceptions (3,1). En senior, elle est nommée meilleure défenseuse de la SEC, mais voit ses statistiques globales légèrement décroître.

#### Distinctions individuelles
- State Farm/WBCA Coaches' All-American (2009-2010)
- Southeastern Conference (SEC) Player of the Year (*AP (unanimous selection) and Coaches) (2009-2010)
- Troisième cinq All-American d'AP (2009-2010)
- Meilleur cinq de la SEC (AP et coaches, 2009-2010)
- Meilleur cinq défensif de la SEC (coaches, 2009-2010 et 2010-2011)
- Second cinq de la SEC (AP et coaches,2008-09)
- Meilleur cinq des freshmen de la SEC (2007-08)
- Trois fois SEC Freshman of the Week

### WNBA
Dunlap est choisie au premier tour de la Draft WNBA 2011 en 11e choix par les Mystics de Washington.
Pour sa première saison, Dunlap sert principalement comme une joueuse de banc, avec une moyenne de 2,3 points par match dans une équipe, tout en réussissant à être la meilleure interceptrice de la ligue rapporté à son temps de jeu, mais obtient un des plus mauvais bilans de la WNBA pour la saison 2011 avec 6 victoires et 28 défaites.
En l'absence de Crystal Langhorne, elle est titularisée contre le Storm de Seattle dans son année rookie et joue 33 minutes, inscrivant 19 points à 7 sur 14 avec huit rebonds.

### FIBA
Elle commence la saison FIBA 2011-2012 en Turquie au Optimum TED Ankara (7,6 points et 4 rebonds) qui la remercie fin décembre, avant qu'elle ne rejoigne le club israélien de Hapoel Rishon Lezion pour remplacer Ambrosia Anderson. 